# Agent d'ambiance
 (juin 2025).
Un agent d’ambiance (ou agent d'ambiance et de prévention) est une personne travaillant dans les transports en commun en France et ayant pour fonction de réduire l'insécurité, notamment en voyageant régulièrement avec les usagers, en réduisant les conflits entre ces derniers et en faisant respecter la réglementation. Ils peuvent cependant aussi assurer des fonctions commerciales.
Le terme d'« agent d'ambiance » a été utilisé dans les années 1980 pour désigner les « grands frères » des banlieues françaises,. De nos jours le métier y reste lié, puisque les agents sont principalement recrutés en provenance de quartiers dits « sensibles ».
Selon un rapport du Ministère de l'Équipement, des Transports et du Logement en 1999, leur déploiement correspond à une baisse ou une stabilisation des incidents sur les lignes, bien que d'autres mesures puissent être à l'origine de ces améliorations.